# Champs-Élysées
A Champs-Élysées, teljes nevén Avenue des Champs-Élysées (kiejtése: Sa(n)zelizé) a francia főváros, Párizs legismertebb és legelőkelőbb sugárútja. Nevének jelentése: elíziumi mezők, vagyis neve a Élüszionból, a görög mitológiából származik.

## Fekvése

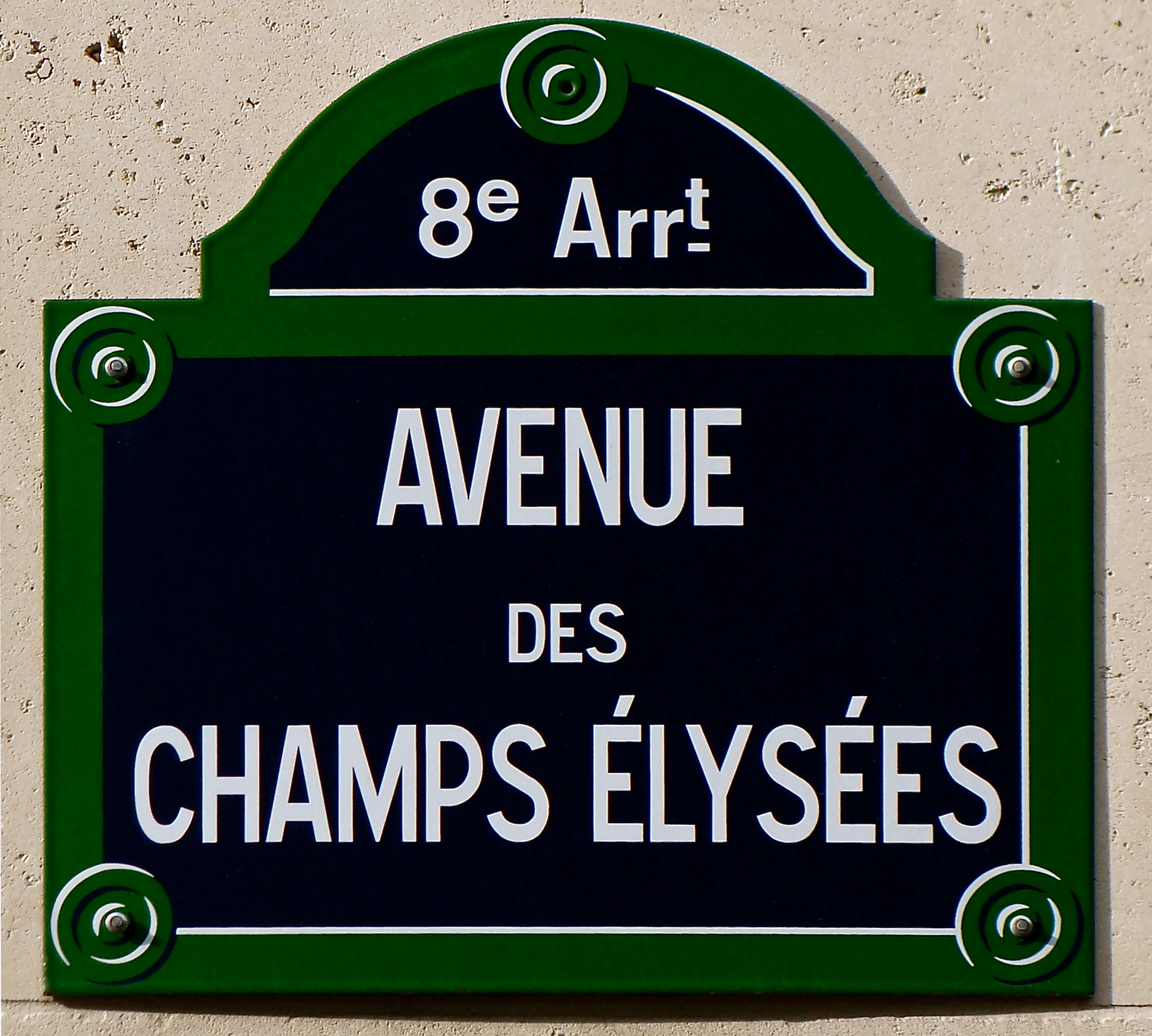

A Champs-Élysées a város tengelye. 70 méter széles, hossza a Concorde tértől a  Diadalívig 1910 méter. Az útpálya 2×4 sávos; két oldalát sétányok szegélyezik, amelyeket fasorok osztanak két részre.

## Jelentősége
Mozijaival, éttermeivel és kávézóival, valamint a luxuscikkeket kínáló üzleteivel a Champs-Élysées a világ egyik legismertebb utcája; és mivel egy 100 m²-es ingatlan egyéves bérleti díja több mint másfél millió amerikai dollár, a New York-i Fifth Avenue után a világ második legdrágábbja is.

## A művészetben
A Champs-Élysées-ről egy népszerű dal is szól (szerzői: Michael Deighan, Michael Wilshaw), melyet sokan elénekeltek Joe Dassintől kezdve Zaz-ig.